# Waiting for the End
Waiting for the End ist die zweite Single der US-amerikanischen Alternative-Rock-Band Linkin Park aus deren viertem Studioalbum A Thousand Suns. Sie wurde am 1. Oktober 2010 veröffentlicht.

## Musikvideo
Wie bei den meisten Musikvideos von Linkin Park, führte Joe Hahn die Regie. Das Musikvideo zeigt die Band, wie sie das Lied im Dunklen spielt. Im Video werden Spezialeffekte und Verzerrungen benutzt, die die Band hologrammartig wie eine Punktwolke wirken lassen.

## Bedeutung
Das Lied handelt davon, etwas vergessen zu wollen und trotzdem weiterzumachen. Egal wie sehr man versucht etwas aus seinen Gedanken zu bekommen und mit seinem Leben fortzufahren, es fällt einem dennoch immer wieder ein.

## Titelliste

### Single
- Waiting for the End – 3:51

### ITunes EP
| # | Titel                                      | Länge |
| - | ------------------------------------------ | ----- |
| 1 | Waiting for the End                        | 3:51  |
| 2 | Waiting for the End (The Glitch Mob Remix) | 4:53  |
| 3 | Waiting for the End (Video)                | 3:54  |
| 4 | The Catalyst (Video)                       | 4:43  |

### 2-Track-Single
| # | Titel                                      | Länge |
| - | ------------------------------------------ | ----- |
| 1 | Waiting for the End                        | 3:51  |
| 2 | Waiting for the End (The Glitch Mob Remix) | 4:53  |

## Kommerzieller Erfolg
Waiting for the End wurde hauptsächlich in den Vereinigten Staaten zu einem Charterfolg. Die Single verweilte insgesamt 23 Wochen in den Billboard Hot 100 und setzte über 1.000.000 Einheiten ab, dennoch kam sie nicht über Platz 42 (18. Woche nach Charteinstieg) hinaus. Maßgeblichen Anteil an der Chartentwicklung hatte auch der (zögerlich aufkommende) Erfolg in den Airplaycharts, wie etwa der erste Platz in den Alternative Songs-Charts 15 Wochen nach Charteinstieg und Platz 2 in den Rock Songs-Charts.
Chester Bennington schrieb dazu:

“It took two years for us to make that record, and it took that whole process for us to really digest the new music, so we knew that it was going to take people time to really let it settle and Waiting for the End is a perfect example of that… it’s taken it a while for it to elevate up the charts, and it went to No. 1 at the Alternative charts, and then kinda went back, and then went back to #1. (…) People are getting it now.”

„Es dauerte zwei Jahre, um dieses Album aufzunehmen und wir brauchten diesen ganzen Prozess, um [unsere] neue Musik richtig zu verdauen, deshalb wussten wir, dass die Leute Zeit brauchen werden, sie wirklich annehmen zu können und Waiting for the End ist ein perfektes Beispiel dafür… [die Single] hat seine Zeit gebraucht, um in den Charts aufzusteigen und sie erreichte Platz 1 der Alternative Charts und dann fiel sie irgendwie zurück, um dann wieder auf Platz 1 zurückzukehren. (…) Die Leute verstehen [das Lied] jetzt.“

| ChartsChartplatzierungen       | Höchstplatzierung | Wochen |
| ------------------------------ | ----------------- | ------ |
| Deutschland (GfK)              | 29 (13 Wo.)       | 13     |
| Österreich (Ö3)                | 34 (8 Wo.)        | 8      |
| Schweiz (IFPI)                 | 58 (2 Wo.)        | 2      |
| Vereinigtes Königreich (OCC)   | 90 (1 Wo.)        | 1      |
| Vereinigte Staaten (Billboard) | 42 (23 Wo.)       | 23     |